# Themira mesopleuralis
Themira mesopleuralis är en tvåvingeart som beskrevs av Iwasa 1981. Themira mesopleuralis ingår i släktet Themira och familjen svängflugor. Inga underarter finns listade i Catalogue of Life.